# Quindia (folclândia)

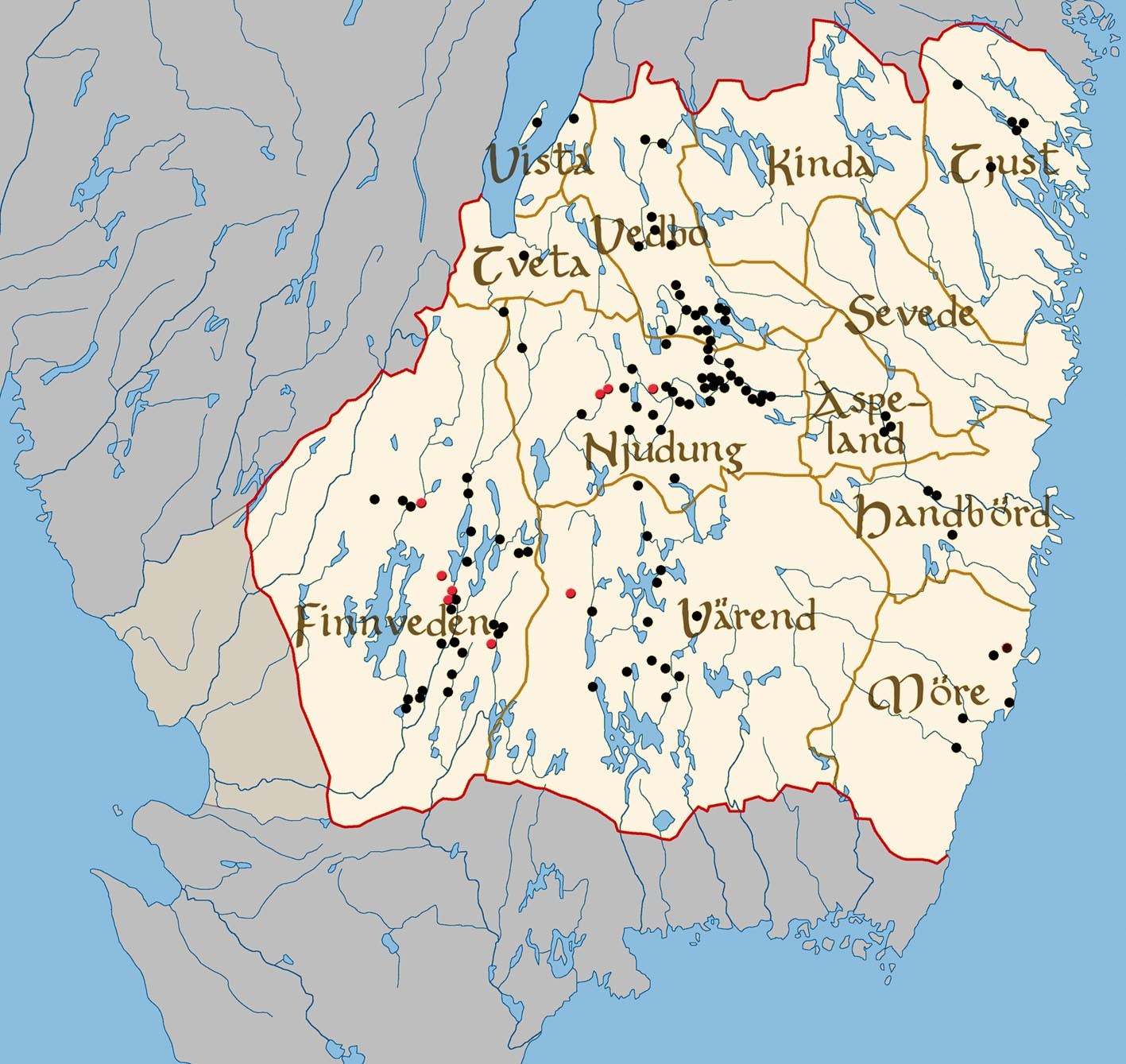
As pequenas terras da Esmolândia. Os pontos pretos e vermelhos marcam as pedras rúnicas da região

Quindia (em latim: Kindia/Quindia; em sueco: Kinda) era uma das treze terras pequenas (semelhantes às folclândias da Uplândia) que se uniram para formar a Esmolândia, na Suécia, e compunha parte da sua porção norte.

## História
Eclesiasticamente, Quindia era subordinada à Diocese de Lincopinga e juridicamente vigorava ali a Lei da Gotalândia Oriental. Ela e Ídria não aparecem nas fontes de 1310 ou 1315 das províncias da Gotalândia Oriental e Esmolândia, talvez indicando que estavam fora do sistema ou dentro do bailiado de Estegeburgo, sede da Gotalândia Oriental. Desde cerca de 1360, com o estabelecimento do condado do Castelo de Stäkeholm, Quindia, Tiúscia e Ídria tornar-se-iam suas dependências.
Em 1364, os reis Haquino VI (r. 1343–1380) e Magno IV (r. 1319–1364) prometeram Quindia, Vedbo e Ídria para Pedro Duve, Jacó e Canuto. Do fim da Idade Média ao século XVI, ambas estavam subordinadas à Esmolândia, mas depois tornar-se-iam dependências da Gotalândia Oriental em definitivo.